# 山東昭子
山東 昭子（さんとう あきこ、1942年〈昭和17年〉5月11日 - ）は、日本の政治家、女優、声優、テレビタレント。
参議院議員（8期）、参議院議長（第32代）、参議院副議長（第27代）、科学技術庁長官（第2次海部改造内閣）、環境政務次官（第1次大平内閣・第2次大平内閣）、参議院外務委員長、同内閣委員長、自由民主党両院議員総会長、同党紀委員長、番町政策研究所（山東派）会長を歴任した。
参議院議員選挙での8回当選は史上最多で、女性として初めて自由民主党の派閥の会長を務めた。衆参両院を通じて、女性で初めて議長・副議長の両方を歴任した。

## 来歴
現在の東京都世田谷区生まれ。

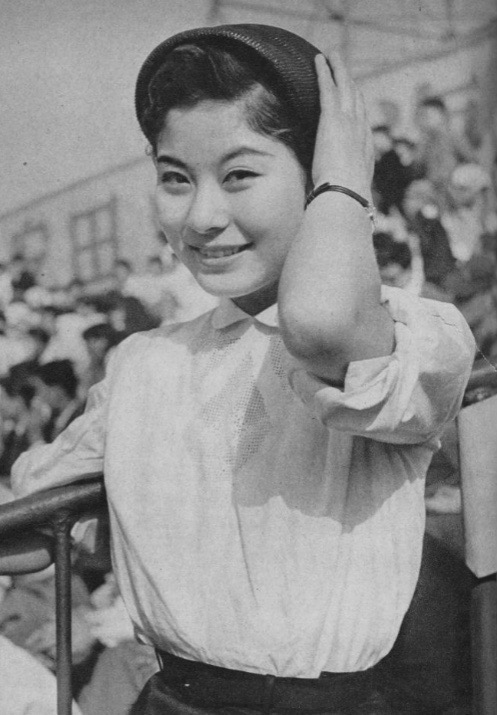
『映画情報』1958年9月号（国際情報社）より

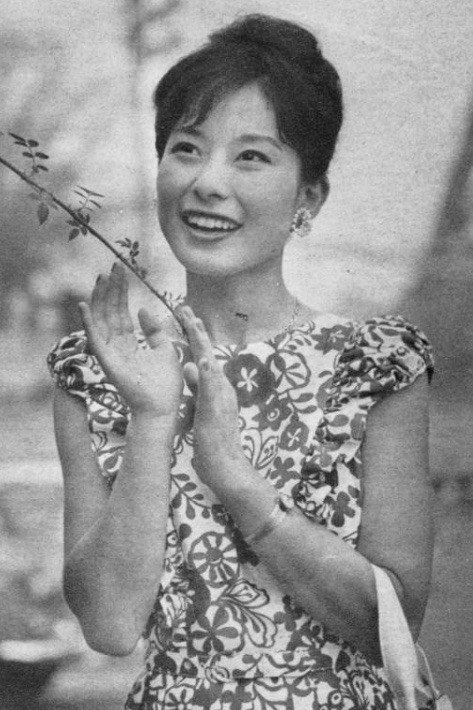
『小説倶楽部』1964年11月特大号（桃園書房）より

作曲家・團伊玖磨の紹介で11歳でラジオ東京（現在のTBSラジオ）の子供番組の司会として芸能界入り。15歳でラジオドラマ「赤胴鈴之助」のナレーターを務める。16歳で東映と専属契約を結び、｢旗本退屈男　謎の蛇姫屋敷｣で北大路欣也の相手役として映画デビュー。その後、高倉健とコンビで「太郎シリーズ」等に出演する。
19歳でフリーとなり、テレビにも進出。美貌と頭の回転の速さを活かしてドラマだけでなく司会業にも力を入れる。テレビ番組『クイズタイムショック』では5週連続で勝ち抜き、「クイズの女王」と呼ばれた。また『スパイ大作戦』や『女刑事ペパー』などの日本語吹き替えで声優としても活動した。

### 参議院議員に初当選
1974年、当時の内閣総理大臣・田中角栄に請われ第10回参議院議員通常選挙に全国区から自由民主党公認で立候補。約125万票を得て32歳の最年少参議院議員として初当選。1980年（全国区）、1986年（比例区）の参院選でも再選される。

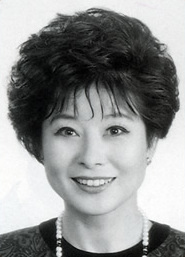
科学技術庁長官時の山東

1990年12月、第2次海部改造内閣で科学技術庁長官に任命され、史上6人目の女性閣僚として初入閣。
1992年の参院選では比例名簿順位を下位とされたため落選。1995年、田辺哲夫の死去に伴い3年ぶりに繰上当選するが、翌1996年に参議院議員を辞職し同年の第41回衆議院議員総選挙に神奈川県第6区から立候補するも落選。
その後、2001年の参院選で比例区から出馬し5年ぶりに返り咲き、2007年、2013年、2019年と連続当選する。
2007年、第21回参議院議員通常選挙で自民党が大敗し第2党となったため同党から副議長を出すことになり、第167回国会で女性では初の参議院副議長に就任した。副議長就任に伴い、自民党会派を離脱。
2012年、参議院日仏友好議員連盟会長を務める等のフランスとの友好関係を重視する活動が評価され、フランス共和国レジオン・ドヌール勲章シュヴァリエを受章した。
2015年4月、番町政策研究所（山東派）会長就任。なお、参議院議員としての派閥領袖は村上正邦（政策科学研究所及び志帥会）に次いで2人目である。
2017年7月、番町政策研究所が為公会（麻生派）などと合流し志公会が発足。会長代行に就任する。
同年、派内に上公会（参議院麻生派）を結成、会長に就任する。細田、額賀、岸田3派が主導権を握る参議院自民党での新・麻生派の存在感を高める狙いといわれる。
2019年7月、第25回参議院議員通常選挙で参議院史上初の8期目の当選を果たす。
2019年8月1日に召集された第199臨時国会において、満票で第32代参議院議長に選出された。
史上23人目、女性としては扇千景（林寛子）以来2人目の参議院議長となり、正副議長の両方を歴任するのは衆参両院を通じて女性初となる。議長就任に伴い自民党会派を離脱して無所属となり、派閥（麻生派）からも離れた。

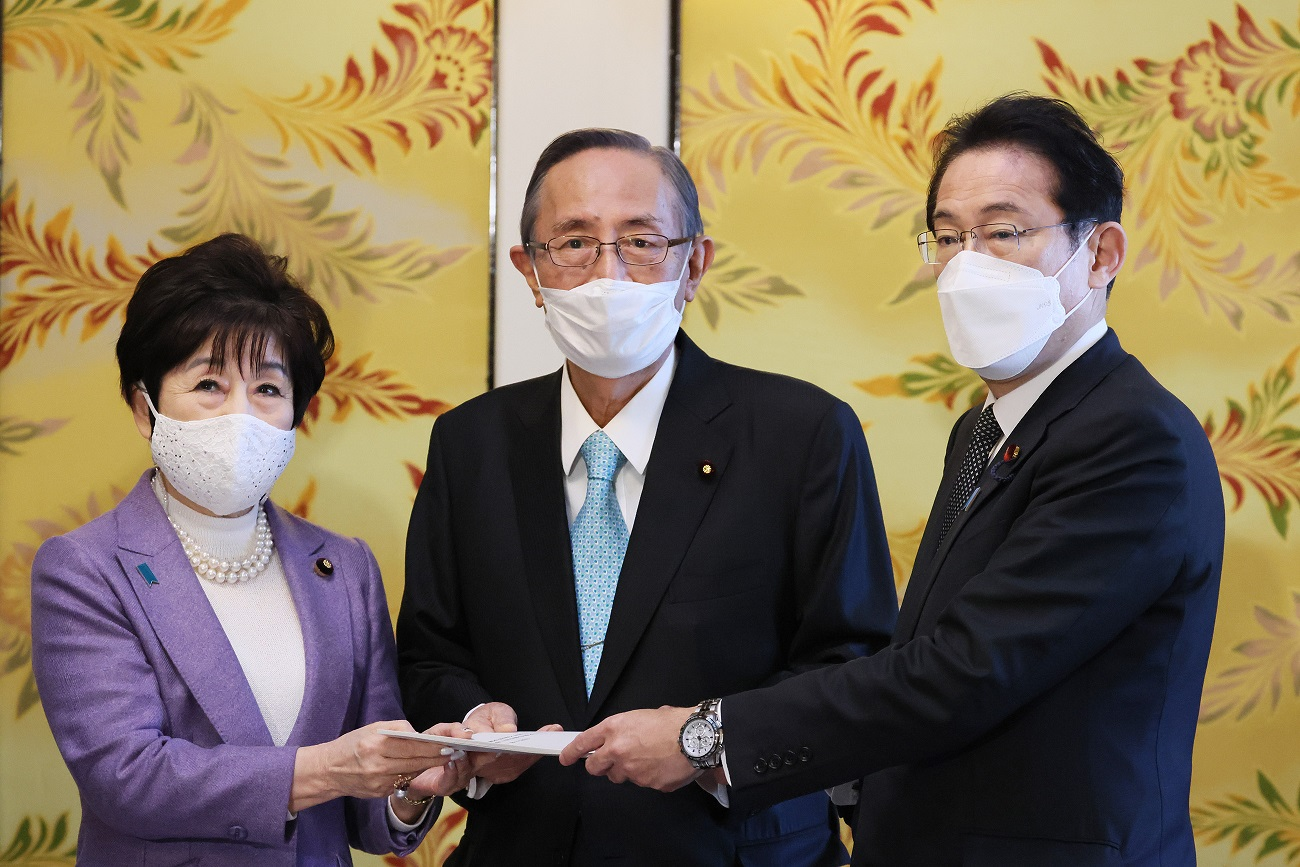
2022年、細田博之、岸田文雄と

2022年10月、議長退任に伴い自民党会派に復帰。同時に志公会にも復帰し、同派の顧問に就任した。
2024年8月、翌2025年7月に改選を迎える第27回参議院議員通常選挙の自民党比例区候補として公認が内定した。改選時は83歳となり既に70歳を超過しているため、党内規の比例定年の対象ではあるが「総裁が国家的有為な人材と認めた者」として、2013年・2019年に続く特例での公認内定となった。。
2025年7月の参院選の結果126,381票を獲得し自民党候補31人中15位となったが、同党が歴史的大敗の結果12議席しか確保できず落選。自身の最多当選記録を塗り替える参議院で9度目の当選は果たせなかった。

### 略歴
- 1974年 - 参議院議員に初当選

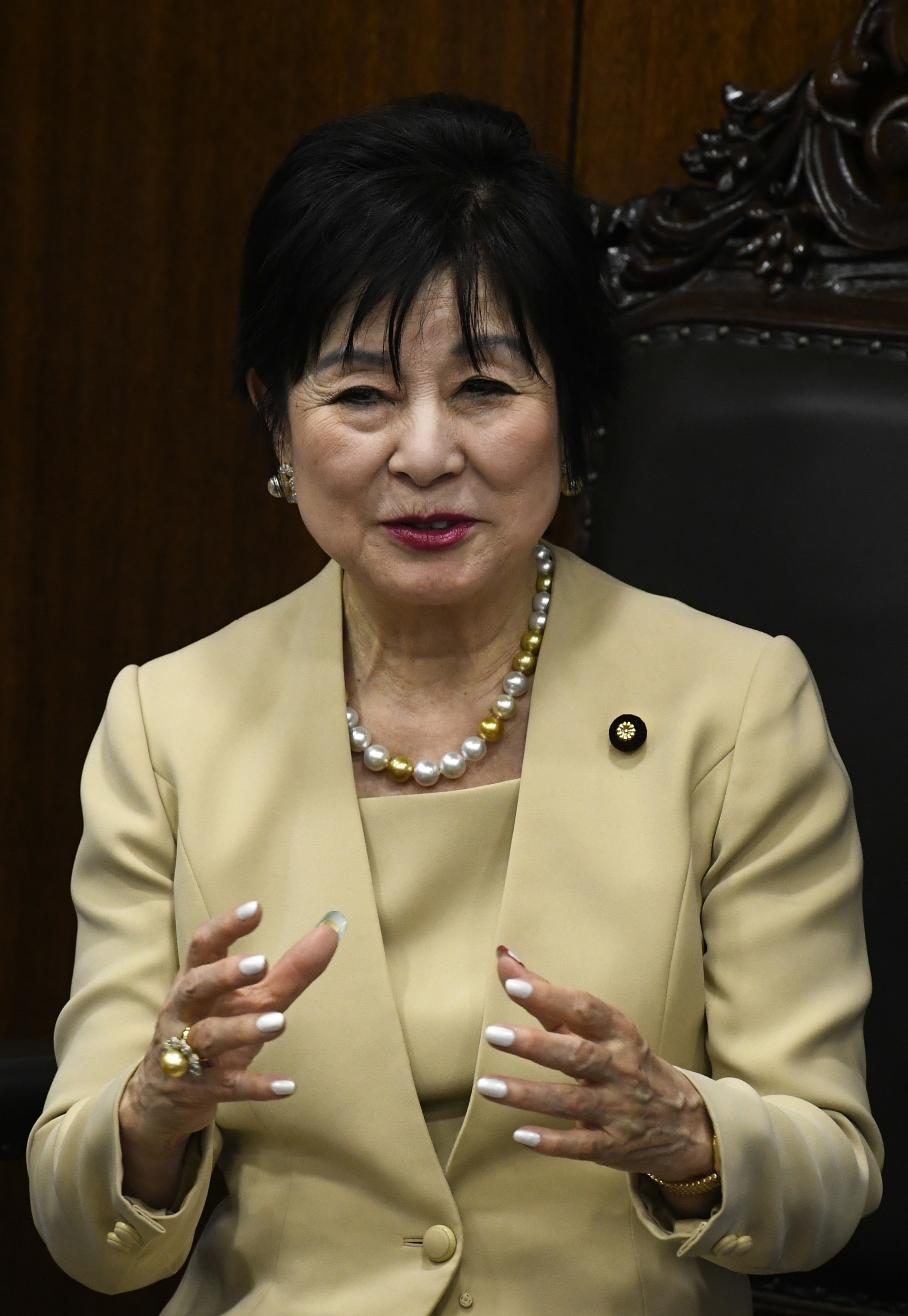
2020年1月25日、ブラジル国民会議元老院にて

- 1978年 - 環境政務次官（第1次大平内閣）
- 1979年 - 環境政務次官（第2次大平内閣）
- 1983年 - 自民党環境部会長（～1986年）
- 1984年 - 自民党婦人局長（～1986年）
- 1987年 - 参議院環境特別委員長
- 1989年 - 参議院外務委員長
- 1990年 - 国務大臣科学技術庁長官（第2次海部改造内閣）
- 1991年 - 自民党国民運動本部長代理
- 2001年 - 自民党北陸地方開発委員長（～2005年）
- 2004年 - 自民党両院議員総会長（～2007年）
- 2004年 - 自民党食育調査会長（～2007年）
- 2006年 - 参議院議員在職25年の永年勤続表彰
- 2007年 - 参議院副議長（～2010年）
- 2010年 - 自民党党紀委員長（～2019年）
- 2012年 - 自民党食育調査会長
- 2013年 - 参議院内閣委員長
- 2019年 - 参議院議長（～2022年）

## 活動
- 1987年、参議院環境特別委員長を務めていた時、ゴルフ番組「ゴルフだよ人生は」（テレビ東京）の収録で公害健康被害補償法に関する本会議を欠席したことが問題となり、2か月で委員長辞任に追い込まれた[20]。

- 2005年、自由民主党食育調査会長として、議員立法「食育基本法」を制定した。
- 自民党両院議員総会長として出席した2007年6月5日の自民党役員連絡会で、年金記録不備問題における柳澤伯夫厚生労働大臣の国会答弁について「うわべだけで心がこもってない」「国民が（テレビなどで）見ているので改めるべきだ」などと一喝した[21]。
- 正副議長は不測の事態に備え国会会期中の国外渡航は自粛が慣例だったが、2008年1月、国会が年始で自然休会状態ではあったものの、ダニエル・イノウエ上院議員との会談のためハワイ州ホノルルへの個人渡航を参議院議院運営委員会に対し申請し、物議を醸した[22]。
- 2008年、参議院本会議で、未婚の日本人父親と外国人母親との間に生まれた子供が後に認知されれば日本国籍を取得できるようになる国籍法改正案の採決を棄権した[23]。
- 2008年1月、ねじれ国会における与野党の激しい攻防の中、河野洋平・横路孝弘衆院正副議長、江田五月参院議長とともに国会正常化に向けて、衆参正副議長・与野党幹事長会談を行う[24]。
- 2010年12月、党紀委員長として、大村秀章衆院議員（現愛知県知事）の自民党除名処分を決定した。翌年の愛知県知事選に自民党の候補者に対抗する形で同氏が河村たかし名古屋市長と連携して出馬表明したことを受けて、「県連による候補者選考の際には手を挙げず、独自候補擁立が決定した後に出馬表明するのは反党行為」と離党届を受理せず除名としたもの。これに対し菅義偉、河野太郎ら同期当選組から反発する声があがり、大村の応援に入った菅は演説で「大村氏は愛知の自民党を応援し続けると約束した」と除名の不当性を強調するも、当の大村が知事就任後の同年4月に行われた衆議院愛知6区補選で自民党公認の丹羽秀樹ではなく別の候補者を支援したため、党本部は態度を硬直化。大村が提出していた再審査請求も却下され、除名が確定した[25][26]。
- 2012年4月に発表された東京都による尖閣諸島購入構想では、水面下で石原慎太郎東京都知事と地権者の男性との半年にわたる極秘会談を仲介した。青年会議所の活動を通じて30年来の親交があった地権者から「国を守るために所有し続けてきたが、個人で守っていくのは限界がある」「政府に買い上げてもらいたいが、今の政府は信用できない」などと今後の対応について相談を受けた山東は2011年9月以降、政治信条を同じくする石原と地権者との三者で数回にわたり会談。その結果、地権者が売却を決意し、石原が訪問先のワシントンで発表した[27][28][29]。
- 2013年の第23回参議院議員通常選挙の比例区で、自民党から比例代表70歳定年制の例外として公認を受けた。同党は内規を厳格に適用し、扇千景や小野清子、2007年の参院選で落選した片山虎之助、2009年の衆院選で落選した山崎拓らも公認を認められなかったが、71歳となる山東は実績などを考慮して特例とされた[30]。又2019年の第25回参議院議員通常選挙でも、任期満了時点で77歳であったが、他の7名[注釈 1]と一緒に特例公認された（前回に続き異例の2回連続での特例公認となる）[31]。
- 2013年12月、内閣委員会における国家戦略特区法案の審議が野党出身の委員長の下で進まないことから与党が委員長をすげ替える異例の事態となり、民主党の水岡俊一に代わって委員長に選任される。同法の採決後、約1ヶ月で退任する（後任は水岡俊一）[32]。

- 2015年に自民党受動喫煙防止議員連盟会長として、2020年東京オリンピック・パラリンピックまでにたばこの受動喫煙防止を進めようと、公共空間での受動喫煙防止策を義務付ける「受動喫煙防止法」の骨子案をまとめた[33]。また、2017年には厚生労働省が発表した飲食店などの建物内を原則禁煙とする健康増進法改正案に賛成している[34]。
- 2015年、衆議院憲法審査会で、自民党推薦の参考人長谷部恭男早稲田大教授が政府提出の平和安全法制を違憲と批判する異例の事態が起きた際、山東は「誰も責任を取らず、ただ曖昧にお茶を濁すという問題ではない。今後の国会運営への影響を危惧する」と指摘。果たして憲法審議は停滞し、与党側責任者の船田元同審査会幹事・自民党憲法改正推進本部長に批判が高まり、同年10月には同役職を実質的に更迭されることとなった[35][36][37]。
- 2016年の相模原障害者施設殺傷事件を受けて、犯罪予告者や再犯率が高い性犯罪の前歴者などに対して、GPSを埋め込むようなことも含めた法整備の議論をすべきとの考えを示した[38][39][40][41]。
- 2019年9月、天皇在位中の明仁（現上皇）を「戦争犯罪の主犯の息子」と呼び「慰安婦問題の解決には天皇の謝罪が必要」などと語った韓国国会議長文喜相の発言について、南官杓駐日大使に「甚だしく無礼で、受け入れられない」と抗議を行った。その後、同議長から書簡が届いたものの内容が不十分として改めて発言の撤回と謝罪を求める書簡を送付。11月に東京で開催されるG20国会議長会議には文議長も招待したものの、韓国側からの個別会談の要望にはその環境にないとして応じなかった[42][43]。
- 2019年10月、第126代天皇の即位礼正殿の儀に際し、皇族以外の女性で初めて皇居松の間で侍立する任に就いた。
- 2021年6月、台湾のWHOへの出席を認める決議を初めて参議院本会議で採択した。これは、WHOの年次総会に台湾の出席が中国の反対により認められなかったことに関し、「国際的防疫網を構築する上で、地理的な空白を埋めるとともに感染対策で成果を上げる台湾の知見を共有することが欠かせない」として、次回より台湾がオブザーバー参加できるよう各国に求めると共に政府にも各国に強く働きかけるよう求めるもの。尚、衆議院ではこのような決議は採択に至っていない[44][45]。
- 2023年6月、参議院本会議において、性的少数者への理解増進法（LGBT法）に賛成との党議拘束に反し採決の際に退席した。その際「（性的少数者に対し）差別の意識はないが、やはり区別は必要。」「これまで女性トイレなどでなりすましによる犯罪も起きた。この法案が通り、何でも受け入れるのが当たり前だという風潮になったら由々しき問題だ」等と指摘。後日、この党議拘束違反に対しては参議院自民党関口議員会長、世耕幹事長より厳重注意がなされた[46][47][48]。
- 2023年12月10日、アルゼンチンのハビエル・ミレイ大統領就任式典に、特派大使として派遣される[49]。

## 家族
曾祖父は元神奈川県参事を務め、陸奥宗光の懐刀であった、紀州高野山出身の教育者・官僚である山東直砥、大叔父は元衆議院議員の児玉亮太郎。
- 祖父の義兄は朝日新聞の副社長やNHK会長もした下村海南で、終戦の玉音放送の際の内閣情報局総裁である。

## 所属団体・議員連盟
- 国際基準のタバコ対策を推進する議員連盟[55]
- 自民党受動喫煙防止議員連盟（会長）[要出典]
- 日本会議国会議員懇談会[56]
- みんなで靖国神社に参拝する国会議員の会[56]
- 食品ロス削減及びフードバンク支援を推進する議員連盟（会長）[要出典]
- 参議院日仏友好議員連盟（会長）[13]
- 全ての女性の安心・安全と女子スポーツの公平性を守る議員連盟（顧問）[57]
- 皇室の伝統を守る国民の会（会長）
- 将棋文化振興議員連盟（会長）[58]
- 日本俳優連合（特別顧問）

## 選挙歴
| 当落 | 選挙                     | 執行日         | 年齢 | 選挙区        | 政党       | 得票数      | 得票率 | 定数 | 得票順位 /候補者数 | 政党内比例順位 /政党当選者数 |
| ---- | ------------------------ | -------------- | ---- | ------------- | ---------- | ----------- | ------ | ---- | ------------------ | ---------------------------- |
| 当   | 第10回参議院議員通常選挙 | 1974年07月07日 | 32   | 参議院全国区  | 自由民主党 | 125万6724票 | ーー   | 50   | 5/112              | /                            |
| 当   | 第12回参議院議員通常選挙 | 1980年06月22日 | 38   | 参議院全国区  | 自由民主党 | 150万8617票 | ーー   | 50   | 6/93               | /                            |
| 当   | 第14回参議院議員通常選挙 | 1986年07月06日 | 44   | 参議院比例区  | 自由民主党 | ーー票      | ーー   | 50   | 15/25              | 15/22                        |
| 繰当 | 第16回参議院議員通常選挙 | 1992年07月26日 | 50   | 参議院比例区  | 自由民主党 | ーー票      | ーー   | 50   | 21/27              | 21/19                        |
| 落   | 第41回衆議院議員総選挙   | 1996年10月20日 | 54   | 神奈川県第6区 | 自由民主党 | 5万411票    | 25.90% | 1    | 3/5                | 11/7                         |
| 当   | 第19回参議院議員通常選挙 | 2001年07月29日 | 59   | 参議院比例区  | 自由民主党 | 14万7568票  | ーー   | 48   | 17/27              | 17/20                        |
| 当   | 第21回参議院議員通常選挙 | 2007年07月29日 | 65   | 参議院比例区  | 自由民主党 | 20万3324票  | ーー   | 48   | 12/35              | 12/14                        |
| 当   | 第23回参議院議員通常選挙 | 2013年07月21日 | 71   | 参議院比例区  | 自由民主党 | 20万5779票  | ーー   | 48   | 9/29               | 9/18                         |
| 当   | 第25回参議院議員通常選挙 | 2019年07月21日 | 77   | 参議院比例区  | 自由民主党 | 13万3645票  | ーー   | 50   | 18/33              | 18/19                        |
| 落   | 第27回参議院議員通常選挙 | 2025年07月20日 | 83   | 参議院比例区  | 自由民主党 | 12万6381票  | ーー   | 50   | 15/31              | 15/12                        |

## 出演作品

### テレビドラマ
- 若いやつ（1962年、TBS）
- お気に召すまま 第9話「挑戦者」（1962年、NET）
- 蒼い描点（1962年、CX）
- 赤穂浪士（1964年、NHK大河ドラマ）[1] - お蝶 役
- 青年同心隊 第4話「鬼の同心」（1964年、TBS） - おみね
- あしたの家族（1965年、NHK） - 陽子 役
- ザ・ガードマン（TBS / 大映テレビ室）
  - 第75話「殺人者の館」（1966年）
  - 第78話「宝を抱いて地獄へ行け」（1966年）
  - 第87話「檻の中の女」（1966年）
  - 第118話「大泥棒一家」（1967年）
  - 第130話「結婚サギ師の多忙な生活」（1967年）
  - 第145話「私の愛した死体」（1968年）
  - 第173話「幽霊の招く館」（1968年）
  - 第186話「奥様は泥棒稼業」（1968年）
  - 第203話「怪談・呪いの館」（1969年）
  - 第225話「嫁と姑がうまくいく方法」（1969年）
  - 第320話「ボウリング場殺人事件」（1971年） - プロボウラーの笠松時枝 役
- 新吾十番勝負 第31話「必殺道場破り」（1967年、TBS / 松竹テレビ室） - お柳
- 渥美清の泣いてたまるか 第28話「ある結婚」（1967年、TBS / 国際放映）
- 快獣ブースカ 第28話「宇宙から来たんだ」（1967年、NTV / 円谷プロ） - 幼稚園の先生 役
- キイハンター 第16話「亡霊は真夏の太陽の下」（1968年、TBS / 東映） - ダイバーガール 役
- マイティジャック 第3話「燃えるバラ」（1968年、CX / 円谷プロ） - Qの殺し屋 役
- プロファイター 第3話「冷たい肌の女」（1969年、NTV / 宝塚映画）
- 大岡越前第2部 第6話「権三と助十」（1971年、TBS / C.A.L）
- さぼてんとマシュマロ（1971年 - 1972年 、NTV）
- 太陽にほえろ!（1972年、NTV / 東宝） - 新聞記者の美山優子 役
  - 第1話「マカロニ刑事登場!」
  - 第4話「プールサイドに黒いバラ」
  - 第24話「ジュンのお手柄」
- 水曜ドラマスペシャル「妻の知らない夫の顔」（1986年、TBS / ユニオン映画）

### 映画
- 旗本退屈男 - 菊路 役
  - 旗本退屈男 謎の蛇姫屋敷（1957年）
  - 旗本退屈男 謎の南蛮太鼓（1959年）
- 少年猿飛佐助（1958年） - 百合姫 役
  - 少年猿飛佐助 牢獄の姫君（1958年）
  - 少年猿飛佐助 天空の白馬（1958年）
- 続一丁目一番地（1958年） - 大坪房子 役
- 鶯城の花嫁（1958年） - お時 役
- 殿さま弥次喜多 怪談道中（1958年） - お松 役
- 若君千両傘（1958年） - お菊 役
- 希望の乙女（1958年） - ピー公 役
- 柳生旅ごよみ 女難一刀流（1958年） - お初 役
- 娘の中の娘（1958年） - ヒデ 役
- 獣の通る道（1959年） - かつみ 役
- 素晴らしき娘たち（1959年） - 佐藤わか 役
- 空は晴れたり（1959年） - 西原ルリ 役
- 月光仮面
  - 月光仮面 幽霊党の逆襲（1959年） - 大岡はる子 役
  - 月光仮面 悪魔の最後（1959年） - 妙子 役
- 富嶽秘帖（1959年） - お雪 役
- 長七郎旅日記 - おさち 役
  - 長七郎旅日記 魔の影法師（1959年）
  - 長七郎旅日記 はやぶさ天狗（1959年）
- 特ダネ三十時間
  - 特ダネ三十時間 拾った牝豹 午前零時の顔（1959年） - 小山レイ子 役
  - 特ダネ三十時間 白昼の脅迫 女の牙（1960年） - 黒田ノリ子 役
  - 特ダネ三十時間 笑う誘拐魔（1960年） - 川原トシ子 役
  - 特ダネ三十時間 曲り角の女（1960年） - 川原トシ子 役
  - 特ダネ三十時間 危険な恋人（1961年） - 黒木冴子 役
  - 特ダネ三十時間 東京租界の女（1961年） - 伊沢まり 役
- 百万両五十三次（1959年） - お春 役
- 緋鯉大名（1959年） - お梅 役
- 拳銃を磨く男
  - 拳銃を磨く男 あの女を探せ（1959年） - ミッチー 役
  - 拳銃を磨く男 呪われた顔（1960年） - 横田陽子 役
- 天下の快男児
  - 天下の快男児 万年太郎（1960年） - 若原若子 役
  - 天下の快男児 突進太郎（1960年） - 小柴千秋 役
  - 天下の快男児 旋風太郎（1961年） - ルリ子 役
- 野狐笛 花吹雪一番纏（1960年） - おはる 役
- ずべ公天使（1960年） - 秋子 役
  - 続ずべ公天使 七色の花嫁（1960年） - 秋子 役
- 地獄の渡り者（1960年） - 大館リカ 役
- 波止場野郎（1960年） - マリ 役
- 警視庁物語
  - 警視庁物語 血液型の秘密（1960年） - 民謡酒場の光子 役
  - 警視庁物語 聞き込み（1960年） - 光子 役
- 十七才の逆襲 向う見ずの三日間（1960年） - チエ子 役
- つばくろ道中（1960年） - おなつ 役
- 嫁さがし千両勝負 恋しぐれ千両勝負（1960年） - お千賀 役
- ぽんこつ（1960年） - 犬塚花江 役
- 姿なき暴力（1960年） - 幾子 役
- 億万長者（1960年） - 鯛子 役
- 俺が地獄の手品師だ（1961年） - 弘子 役
- 若い涙を吹きとばせ（1961年） - 芳枝 役
- 花ざかり七色娘（1961年） - マッチ 役
- がめつい奴は損をする（1961年） - 由美 役
- 腕まくり七色娘（1961年） - ゆかり 役
- べっぴんさんに気をつけろ（1961年） - チャ子 役
- カメラ・トップ屋 お嬢さんが狙ってる（1961年） - 昌子 役
- 東京パトロール - 野村道子 役
  - 東京パトロール 粋な二人のお巡りさん（1961年）
  - 東京パトロール 終列車の少年（1961年）
- 万年太郎と姐御社員（1961年） - アイヌの娘 役
- 街（1961年） - 伊原律子 役
- 新婚シリーズ 月給日は嫌い（1962年） - 芦川亜子 役
- 最初が肝心（1962年） - 芦川亜子 役
- 暴れん坊一代（1962年） - お美耶 役
- 浪人街の顔役（1963年） - お弓 役
- 駅前シリーズ
  - 喜劇 駅前怪談（1964年） - 八重 役
  - 喜劇 駅前医院（1965年） - 外来患者の娘 役
  - 喜劇 駅前金融（1965年） - ミス黄金風呂 役
- 忍法破り 必殺（1964年） - 巌修寺のかえで 役
- 殴り込み侍（1965年） - 八重 役
- 青いくちづけ（1965年） - 秋野文子 役
- あんま太平記（1965年） - 秋田すみ子 役
- 赤い鷹（1965年） - 小田菊子 役
- 恋と涙の太陽（1966年） - 花奴 役
- 関東も広うござんす（1967年） - 芸者小糸 役
- 濡れた逢びき（1967年） - おせん 役
- キングコングの逆襲（1967年） - スーザン・ワトソン（リンダ・ミラー）の声 役[4]
- 続セックスドクターの記録（1968年） - 山名京子 役
- 性犯罪法入門（1969年） - 池内幸子 役
- ダンプ・ヒップ・バンプ くたばれ野郎ども（1969年） - 坂本政子 役
- 喜劇 右むけェ左!（1970年） - 津田 役
- 女子学園 おとなの遊び（1971年） - 大庭光子 役
- 喜劇 昨日の敵は今日も敵（1971年） - 女医 役
- 起きて転んでまた起きて（1971年） - 竹田夫人 役
- 喜劇 泥棒大家族 天下を盗る（1972年） - 猪狩冬子 役
- RAMPO（1994年） - 伯爵夫人 役
- 手紙（2003年） - 校長 役
- しの（2003年）

### 吹き替え

#### 俳優
ヴァージニア・メイヨ
- 銀の盃（ヘレナ）
- 獅子王リチャード（イディス姫）
- 死の砂塵（アン）
- 死の谷（コロラド・カーソン）
- 白熱（バーナ）

ロッサナ・ポデスタ
- 顔のない殺人鬼 (メアリー・ハンター)※東京12チャンネル版
- 黄金の七人（ジョルジャ）※日本テレビ版
- 続・黄金の七人　レインボー作戦（ジョルジャ）※日本テレビ版

#### 映画
- 看護婦物語（ジナ・ベシューン）
- 気球船探険（バーバラ・イーデン）
- 兄弟はみな勇敢だった　(アン・プライス) ※NHK版
- グレン・ミラー物語　※NET版
- サイコ（ジャネット・リー）※東京12ch版
- 第三の日（エリザベス・アシュレイ）
- ナイスガイ・ニューヨーク（バーバラ・ラッシュ）
- パリの不夜城　(クローディ/ジジ・ジャンメール) ※NHK版
- 夜ごとの美女（マガリ・ヴァンデゥイユ）※フジテレビ版
- わが恋は終りぬ（ジュヌヴィエーヴ・パージュ）

#### 海外ドラマ
- 鬼警部アイアンサイド（バーバラ・アンダーソン）
- FBIアメリカ連邦警察 第5話(リン・アンセルム/ジル・ハワース)
- 女刑事ペパー（アンジー・ディキンソン）※本人公認[10]
- 刑事コロンボ 死者の身代金（リー・グラント）
- スパイ大作戦（バーバラ・ベイン）
- 電撃スパイ作戦　#21 (ステラ<ジェニー・リンデン>)
- 逃亡者 (1963年のテレビドラマ) 第3話(ルス・ノートン/パメラ・ティフィン)
- ドクターウェルビー　「病める人形」　(ディーナ/バーバラ・ラッシュ)
- ヒッチコック・アワー 第12話「二日酔い」
- プリズナーNO.6 #4「われらに自由を」　(NO.58/ラチェル・ハーバート)
- 弁護士ジャッド　#10 「目撃者はいた」(レオラ/マーサ・ハイヤー)、「灰色の少女」(キャッシー/ジェラルディン・ブルックス)
- ミステリーゾーンシーズン3第10話「狂った太陽」（ノーマ〈ロイス・ネットルトン〉[59]）
- ルート66 「死の休暇」(アン・フランシス) ※NHK版

### ラジオドラマ
- ポッポちゃん（1954-1958年 ニッポン放送）
- 赤胴鈴之助（1957年 TBSラジオ）

### レコード
- 愛の渇きに/愛の小径

### 著書
- 『がんばれ、日本の男たち』三笠書房 ぱぴるすbooks　1974
- 『個性派の節約178の作戦 物不足のときこそ効く』ロングセラーズ ムックの本 1974

### バラエティ
- クイズタイムショック[1]（テレビ朝日）※番組初の5週勝抜きチャンピオンで100万円を獲得した
- 底ぬけ脱線ゲーム（日本テレビ）
- 東芝ファミリーホール特ダネ登場!?（日本テレビ）
- クイズアクション（NETテレビ）
- そっくりショー（日本テレビ）
- 十日町まつり（ゲストコメンテーター、BSN・新潟放送特別番組、1973年8月）

### ラジオ番組
- 山東昭子のフレンドトーク〜この人あの時〜（TBSラジオ）

### CM
- 日本勧業銀行[注釈 3]（1960年代後半 - 1971年、イメージキャラクター[注釈 4]）